# Древна музика
Древната музика се развива в грамотни култури, заменяйки праисторическата музика.
Още в древни времена музиката имала разнообразни функции. На различни места и по различни поводи хората използвали музика с определено предназначение. За всеки конкретен случай имало специални песни и мелодии. Така се обособили различни музикални жанрове в религиозната, в дворцовата, в светската и в народната музика.
Важна роля на музиката в живота на древните цивилизации породила необходимостта от обучение на музиканти професионалисти и довела до развитие на знанията за музиката и създаване на музикална писменост.

## Религиозна музика
Религиозната музика в древния свят била свързана с култове към различни божества. По време на церемониите в храма жреци, свещенослужители и хорове пеели химни, песнопения и псалми в чест на боговете. Специално подбрани инструменти свирели свещени мелодии.

## Светска музика
В древния свят се развивала и т. нар. светска музика, която не била свързана с храмовете, а звучала в дворците, в богатите домове и сред народа.

## Дворцова музика
Дворцовата музика имала основно две функции – церемониална и развлекателна. Професионални музиканти свирели тържествени мелодии и изпълнявали химни, възхваляващи владетеля. Прекрасни инструменталисти, певци и танцьори забавлявали императори, фараони, царе и тяхното обкръжение и т.н.

## Музиката на народа
Пъстра и колоритна била музиката на народа. Той създавал песни по време на трудовата дейност, за погребални и сватбени ритуали, лирични и любовни, епически и исторически песни за герои и т.н. В Древен Египет и Вавилон хората от народа изпълнявали т. нар. пасиони и мистерии, в които чрез театрално действие и музика представяли своите вярвания. В Индия се появил куклен театър с музика и музикален театър, предшественик на операта.